# Theodor von Scheve
Theodor von Scheve (Cosel, 11 giugno 1851 – Patschkau, 19 aprile 1922) è stato uno scacchista tedesco.
Visse per molti anni a Breslavia, dove fu uno dei fondatori del circolo di scacchi della città (Schachverein Breslau Anderssen, intitolato ad Adolf Anderssen). 
Principali risultati:
- 1881: 3º a Berlino, dietro a Berthold Lasker e Siegbert Tarrasch
- 1884: =1º a Francoforte con Johann Löwenthal
- 1887: 2º a Berlino, dietro a Max Harmonist
- 1888: 4º a Lipsia (vinse Curt von Bardeleben)
- 1891: 3º a Berlino (vinse Horatio Caro)
- 1894: 1º a Berlino
- 1901: 3º-4º con Chigorin nel torneo di Monte Carlo
- 1902: 3º a Parigi (torneo quadrangolare)
- 1902: 4º a Vienna (vinsero Janowski e Heinrich Wolf)
- 1904: 5º a Monte Carlo (torneo tematico sul gambetto Rice, vinto da Géza Maróczy)
- 1911: 8º nel torneo di San Remo[2] (vinse Hans Fahrni)

Nel 1891 pareggiò due match a Berlino: contro Carl Walbrodt (+4 –4 =2) e Curt von Bardeleben (+4 –4 =4).
Von Scheve scrisse un libro di filosofia: Der Geist des Schachspiel (Lo spirito degli scacchi, Berlino 1919).
Di professione era un ufficiale dell'esercito prussiano.